# Sparbambus gombakensis
Espèce
Sparbambus gombakensis est une espèce d'araignées aranéomorphes de la famille des Salticidae.

## Distribution
Cette espèce se rencontre en Malaisie et en Chine.

## Description
Le mâle holotype mesure 6,21 mm et la femelle 6,62 mm.
Le mâle décrit par Wang, Yu et Zhang en 2022 mesure 6,24 mm et la femelle 7,25 mm.

## Systématique et taxinomie
Cette espèce a été décrite par Zhang, Woon et Li en 2006.

## Étymologie
Son nom d'espèce, composé de gombak et du suffixe latin -ensis, « qui vit dans, qui habite », lui a été donné en référence au lieu de sa découverte, Ulu Gombak.

## Publication originale
- Zhang, Woon & Li, 2006 : « A new genus and species of jumping spiders (Araneae: Salticidae: Spartaeinae) from Malaysia. » The Raffles Bulletin of Zoology, vol. 54, no 2, p. 241-244 (texte intégral).